# Pastinachus solocirostris
Pastinachus solocirostris (лат.) — вид рода Pastinachus из семейства хвостоко́ловых отряда хвостоколообразных надотряда скатов. Эти рыбы в тропических водах центрально-западной части Тихого океана. Они встречаются на глубине до 30 м, заплывают в солоноватые воды. Максимальная зарегистрированная ширина диска 72 см. Их грудные плавники срастаются с головой, образуя ромбовидный диск, ширина которого превосходит длину. Слегка вытянутое и заострённое рыло покрыто чешуйками. На довольно длинном хвостовом стебле присутствует широкий вентральный кожный киль. Окраска дорсальной поверхности диска ровного коричневого или оливкового цвета.
Подобно прочим хвостоколообразным Pastinachus solocirostris размножаются яйцеживорождением. Эмбрионы развиваются в утробе матери, питаясь желтком и гистотрофом. В ареале этих скатов ведётся интенсивный рыбный промысел. Вид страдает от ухудшения условий среды обитания.

## Таксономия и филогенез
Впервые новый вид был научно описан в 2005 году. Видовой эпитет происходит от арабского названия шагреневой кожи. Голотипом был назначен самец с диском шириной 41,1 см, найденный на рыбном рынке в Мукахе, Малайзия, и пойманный в Южно-Китайском море. Паратипы: зародыш самца с диском шириной 13,2 см, найденный там же; взрослый самец с диском шириной  см, полученный на рыбном рынке Джакарты; неполовозрелые самцы с диском шириной 24,4—27,5 см, взрослые самцы с диском шириной 35,9—41,8 см, самки с диском шириной 27—44,6 см, полученные на разных рыбных рынках штата Саравак. 

## Ареал и места обитания
Pastinachus solocirostris обитают вдоль западного побережья Борнео, а также у юго-восточного побережья Суматры. Эти скаты встречаются в прибрежных водах и эстуариях рек и мангровых зарослях на глубине до 30 м, как правило, не глубже 10 м.

## Описание
Грудные плавники этих скатов срастаются с головой, образуя ромбовидный диск, ширина которого превышает длину, края плавников («крыльев») закруглены. Передний край почти прямой, притуплённое сходится под углом 110 °. Позади мелких, слегка выступающих глаз расположены брызгальца. На вентральной поверхности диска имеются 5 пар жаберных щелей, рот и ноздри. Между ноздрями пролегает лоскут кожи с бахромчатым нижним краем, образующим две лопасти. Верхняя челюсть сильно изогнута, центральная часть выдаётся вперёд под острым углом, соприкасаясь с нижней челюстью, имеющей форму арки. Крупные зубы с шестигранными основаниями выстроены в шахматном порядке.  На нижней и верхней челюстях имеется по 20 и 25 зубных рядов соответственно. На дне ротовой полости расположено 5 отростков. Зубы имеют форму шестигранников и оканчиваются остриём. 
Брюшные плавники имеют форму треугольников. Хвост кнутовидный, утончающийся к кончику, его длина в 3 раза и более превосходит длину диска. На дорсальной поверхности рядом с довольно толстым основанием хвостового стебля расположены  1 или 2 зазубренных шипа, соединённых протоком с ядовитой железой. Позади шипов на хвостовом стебле имеется тонкая вентральная кожная складка. Дорсальная поверхность диска плотно покрыта чешуёй, вдоль позвоночника пролегает поперечный ряд 1—3 крупных шипов в виде жемчужин, из которых самая крупная расположена в центре. Хвостовой стебель также усеян чешуёй. У живых особей кожа покрыта толстым слоем слизи. Окраска дорсальной поверхности диска ровного коричневого или оливкового цвета. Края и брюшные плавники розоватые. Кончик хвоста темнеет и становится почти чёрным. Вентральная поверхность диска белая, края розоватые. От прочих представителей рода Pastinachus этот вид отличается заострённым, покрытым чешуёй рылом. Максимальная зарегистрированная ширина диска 72 см.

## Биология
На Pastinachus solocirostris паразитируют моногенеи Merizocotyle papillae и цестоды Dollfusiella spinosa, Kotorella pronosoma, Parachristianella indonesiensis, Parachristianella monomegacantha, Prochristianella jensenae и Shirleyrhynchus aetobatidis.
Подобно прочим хвостоколообразным Pastinachus solocirostris  относятся к яйцеживородящим рыбам. Эмбрионы развиваются в утробе матери, питаясь желтком и гистотрофом. Ширина диска новорождённых около 22—23 см. Самцы и самки достигают половой зрелости при ширине диска 28—40 и 50—60 см соответственно. 

## Взаимодействие с человеком
Подобно прочим хвостоколам в своём ареале Pastinachus solocirostris являются объектом коммерческого промысла. Их добывают с помощью донных ярусов и жаберных сетей. Мясо используют в пищу, кроме того, вероятно, выделывают кожу. Вид страдает от ухудшения условий среды обитания: с 1980 по 2005 год в Малайзии и Индонезии было очищено свыше 30 % площадей мангровых зарослей. В этих местах распространено браконьерство, в частности рыбалка с динамитом. Международным союзом охраны природы присвоил виду статуса сохранности «Вымирающий».